# Thomas Shaughnessy, I barone Shaughnessy
Thomas George Shaughnessy, I barone Shaughnessy (Milwaukee, 6 ottobre 1853 – Montréal, 10 dicembre 1923), è stato un imprenditore canadese.

## Biografia
Era il figlio del cattolico irlandese, il tenente Thomas Shaughnessy (1818–1903), e di sua moglie, Mary Kennedy (1826–1905). Suo padre nacque ad Ashford, in Irlanda e, come sua madre, giunse negli Stati Uniti dopo la Grande carestia irlandese del 1840. 

### Carriera
Frequentò la Spencerian Business College ma a sedici anni andò a lavorare per la Milwaukee and St. Paul Railroad.
Nel 1875 divenne aiutante del I reggimento della milizia dello stato del Wisconsin. Nello stesso anno fu eletto al consiglio comunale di Milwaukee. Egli è stato rieletto nel 1875 e nel 1882 venne eletto presidente del Consiglio.
Shaughnessy è arrivato a Montréal nel novembre 1882 per lavorare per la Canadian Pacific Railway. Il perfezionista perennemente ben vestito Shaughnessy (che sembra essere stato ossessivo-compulsivo, ossessionato per la pulizia, si lavava le mani più volte ogni giorno e come presidente avrebbe rifiutato di condividere un ascensore con chiunque altro) divenne noto per i severi controlli sui costi, degli acquisti e altre spese. 
Allo scoppio della prima guerra mondiale, Shaughnessy era un forte sostenitore della guerra dell'Impero. Nel 1916 grazie al suo sostegno allo sforzo bellico fu elevato al rango di pari con titolo baronale.

### Matrimonio
Nel 1880 sposò Elizabeth Bridget Nagle (?-8 maggio 1937). Ebbero cinque figli:
- Alice Josephine (?-1963), sposò Henry Wyndham Beauclerk, non ebbero figli;
- William Shaughnessy, II barone Shaughnessy (29 settembre 1883-4 ottobre 1938);
- Alfred Thomas (18 ottobre 1887-?), sposò Sarah Polk Bradford, ebbero tre figli;
- Marguerite Kathleen (23 giugno 1891-15 maggio 1958);
- Edith Mary (11 luglio 1892-8 dicembre 1964), sposò René Martin Redmond, non ebbero figli.

### Morte
Shaughnessy morì il 10 dicembre 1923, dopo un attacco di cuore.
Shaughnessy House, la sua residenza a Montréal, è stata progettata dall'architetto William Thomas nel 1876, che è stata dichiarata un sito storico nazionale del Canada nel 1974 ed è ora parte del Canadian Centre for Architecture. Il quartiere circostante è denominato Shaughnessy Village.